# Artaszes Geghamian
Artaszes Geghamian (orm. Արտաշես Գեղամյան; ur. 2 grudnia 1949 w Erywaniu, zm. 20 września 2024) – ormiański polityk. W latach 1989–1990 prezydent Erywania. W latach 1995–2007 oraz 2012–2018 deputowany Zgromadzenia Narodowego. Kandydat w wyborach prezydenckich w 2003 (17,7%) i 2008 roku (0,46%). Do śmierci pozostawał liderem założonej przez siebie w kwietniu 1997 partii Jedność Narodowa.